# En algún lugar (canción)
«En algún lugar»  es la canción más representativa y famosa del grupo de rock español Duncan Dhu, publicada en 1987.

## Descripción
Es la primera canción del álbum El grito del tiempo, el tercero de la banda. Desde 1987 se ha convertido en una de las canciones más frecuentemente interpretadas en los conciertos.
Hay quienes sostienen que dicha composición está inspirada en una visita que el grupo hizo a un lugar de Ciudad del Maíz, San Luis Potosí, México llamado el Tepeyac; sin embargo, esta versión fue desmentida por el compositor de la canción, Mikel Erentxun, (TPJG)quien afirmó que "se refiere a un lugar utópico en el que no se pasa hambre, donde no hay guerras y hay igualdad social, pero no está hablando de un lugar concreto. Desde luego, no es España, ni Chiapas (México) como piensa mucha gente en América".
El tema fue versionado por Elefantes para el álbum Cien gaviotas dónde irán... Un tributo a Duncan Dhu, de 2005 y por David DeMaría en el programa de televisión A mi manera (2016).